# Rivière Sainte-Anne (Bas-Saint-Laurent)
Pour les articles homonymes, voir Rivière Sainte-Anne.
La rivière Sainte-Anne est un affluent du fleuve Saint-Laurent situé dans la municipalité régionale de comté (MRC) de Rimouski-Neigette, dans la région du Bas-Saint-Laurent, au Québec, au Canada.

## Géographie
À partir de son embouchure sur l'estuaire maritime du Saint-Laurent dans le secteur Pointe-au-Père, la rivière coule vers l'est sur 4 km. La rivière traverse un marais à spartines situé dans la réserve nationale de faune de Pointe-au-Père.